# Subsecretaría de Aviación de Chile
La Subsecretaría de Aviación de Chile fue una subsecretaría de Estado dependiente del Ministerio del Defensa, que asesoraba al Ministro de Defensa en todas las materias relacionadas con la Fuerza Aérea de Chile (FACh). Fue creada el 21 de marzo de 1930 por Decreto Supremo N.º 1.167. Su primer subsecretario fue el comodoro Arturo Merino Benítez.
El 4 de febrero de 2010 se publicó la ley N.º 20.424, que reorganizó el Ministerio de Defensa, suprimiendo las subsecretarías de Aviación, Guerra y Marina, y las reemplazó por la Subsecretaría de Defensa y la Subsecretaría de las Fuerzas Armadas. Dicho cambio se hizo efectivo cuando asumió el gobierno de Sebastián Piñera, el 11 de marzo de 2010.

## Subsecretarios

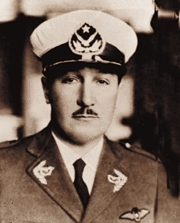
Arturo Merino Benítez, fundador de la Fuerza Aérea de Chile y su primer comandante en jefe, fue también el primer subsecretario de Aviación.

| Nombre                        | Inicio                   | Final                    | Partido      | Presidente                                         |
| ----------------------------- | ------------------------ | ------------------------ | ------------ | -------------------------------------------------- |
| Arturo Merino Benítez         | 21 de marzo de 1930      | 21 de junio de 1931      | Militar/Ind. | Carlos Ibáñez del Campo                            |
| Ramón Vergara Montero         | 22 de julio de 1931      | 7 de junio de 1932       | Militar/Ind. | Carlos Ibáñez del Campo Arturo Puga Osorio         |
| Manuel Francke Mariotti       | 15 de junio de 1932      | 20 de octubre de 1932    | Militar/Ind. |                                                    |
| Diego Aracena Aguilar         | 21 de octubre de 1932    | 13 de diciembre de 1932  | Militar/Ind. |                                                    |
| Raúl González Nolle           | 18 de marzo de 1932      | 27 de junio de 1933      | Militar/Ind. |                                                    |
| Enrique Nuñez Morgado         | 28 de junio de 1933      | 8 de junio de 1945       | Militar/Ind. |                                                    |
| Ismael Sarazua Teran          | 9 de junio de 1945       | 4 de diciembre de 1946   | Militar/Ind. |                                                    |
| Aurelio Celedón Palma         | 5 de diciembre de 1946   | 20 de noviembre de 1947  | Militar/Ind. |                                                    |
| Andrés Sosa Fuentes           | 14 de diciembre de 1932  | 11 de diciembre de 1933  | Militar/Ind. | Arturo Alessandri Palma                            |
| Darío Mujica Gamboa           | 12 de diciembre de 1933  | 15 de febrero de 1937    | Militar/Ind. | Arturo Alessandri Palma                            |
| David Yuself Urrea            | 16 de febrero de 1937    | 27 de diciembre de 1938  | Militar/Ind. | Arturo Alessandri Palma                            |
| Carlos Puga Monsalve          | 28 de diciembre de 1938  | 17 de marzo de 1942      | Militar/Ind. | Pedro Aguirre Cerda Juan Antonio Ríos              |
| Darío Callejas Rojas          | 21 de noviembre de 1947  | 3 de noviembre de 1952   | Militar/Ind. | Juan Antonio Ríos Gabriel González Videla          |
| Diego Barros Ortiz            | 4 de noviembre de 1952   | 9 de febrero de 1954     | Militar/Ind. | Carlos Ibáñez del Campo                            |
| Rudi Geiger Stahr             | 10 de febrero de 1954    | 27 de abril de 1955      | Militar/Ind. | Carlos Ibáñez del Campo                            |
| Juan Belenguer Martínez       | 28 de abril de 1955      | 19 de enero de 1956      | Militar/Ind. | Carlos Ibáñez del Campo                            |
| Eduardo Iensen Franke         | 20 de enero de 1956      | 6 de enero de 1959       | Militar/Ind. | Carlos Ibáñez del Campo Jorge Alessandri Rodríguez |
| Julio de la Fuente del Villar | 7 de enero de 1959       | 6 de febrero de 1964     | Militar/Ind. | Jorge Alessandri Rodríguez                         |
| Joaquín García Suárez         | 7 de febrero de 1964     | 3 de noviembre de 1964   | Militar/Ind. | Jorge Alessandri Rodríguez Eduardo Frei Montalva   |
| Aquiles Savagnac Sánchez      | 4 de noviembre de 1964   | 2 de noviembre de 1970   | Militar/Ind. | Eduardo Frei Montalva                              |
| Ricardo Ortega Fredes         | 3 de noviembre de 1970   | 11 de septiembre de 1973 | Militar/Ind. | Salvador Allende Gossens                           |
| Vicente Rodríguez Bustos      | 20 de septiembre de 1973 | 19 de diciembre de 1973  | Militar/Ind. | Augusto Pinochet Ugarte                            |
| Renato Valenzuela Romero      | 20 de diciembre de 1973  | 8 de diciembre de 1974   | Militar/Ind. | Augusto Pinochet Ugarte                            |
| Juan González González        | 9 de diciembre de 1974   | 15 de diciembre de 1975  | Militar/Ind. | Augusto Pinochet Ugarte                            |
| Sergio Piñeiro Correa         | 16 de diciembre de 1975  | 20 de diciembre de 1977  | Militar/Ind. | Augusto Pinochet Ugarte                            |
| Gonzalo Pérez-Canto Sáez      | 21 de diciembre de 1977  | 6 de agosto de 1978      | Militar/Ind. | Augusto Pinochet Ugarte                            |
| Enzo Di Nocera García         | 11 de agosto de 1978     | 30 de diciembre de 1980  | Militar/Ind. | Augusto Pinochet Ugarte                            |
| Jorge Iturriaga Moreira       | 31 de diciembre de 1980  | 6 de diciembre de 1982   | Militar/Ind. | Augusto Pinochet Ugarte                            |
| Jaime Parra Santos            | 7 de diciembre de 1982   | 4 de enero de 1985       | Militar/Ind. | Augusto Pinochet Ugarte                            |
| Carlos Infante Araneda        | 5 de enero de 1985       | 14 de abril de 1987      | Militar/Ind. | Augusto Pinochet Ugarte                            |
| Rodolfo Ugarte Ugarte         | 15 de abril de 1987      | 29 de diciembre de 1988  | Militar/Ind. | Augusto Pinochet Ugarte                            |
| Alejandro Huerta Forch        | 29 de diciembre de 1988  | 11 de marzo de 1990      | Militar/Ind. | Augusto Pinochet Ugarte                            |
| Mario Fernández Baeza         | 11 de marzo de 1990      | 1 de abril de 1993       | PDC          | Patricio Aylwin Azócar                             |
| Jorge Heine Lorenzen          | 1 de abril de 1993       | 10 de marzo de 1994      | PPD          | Patricio Aylwin Azócar                             |
| Mario Fernández Baeza         | 20 de marzo de 1994      | 31 de marzo de 1995      | PDC          | Eduardo Frei Ruiz-Tagle                            |
| Ángel Flisfisch Fernández     | 13 de noviembre de 1995  | 11 de marzo de 2000      | Ind.         | Eduardo Frei Ruiz-Tagle Ricardo Lagos Escobar      |
| Nelson Hadad Heresy           | 11 de marzo de 2000      | 25 de septiembre de 2002 | Ind.         | Ricardo Lagos Escobar                              |
| Isidro Solís Palma            | 25 de septiembre de 2002 | 11 de marzo de 2006      | PRSD         | Ricardo Lagos Escobar                              |
| Raúl Vergara Meneses          | 11 de marzo de 2006      | 11 de marzo de 2010      | Ind.         | Michelle Bachelet Jeria                            |